# Slag bij Landskrona
De Slag bij Landskrona vond plaats op 14 juli 1676 tijdens de Schoonse Oorlog tussen Denemarken-Noorwegen en het koninkrijk Zweden.

## Aanloop
Op 12 juli 1676 werd het Zweedse leger uitgebreid met 4000 boeren uit Småland en marcheerde het leger zuidwaarts. Koning Karel XI van Zweden had het plan opgevat om het Deense leger aan te vallen nadat het ernstige verliezen had opgelopen voor de poorten van Malmö. Inmiddels waren de Denen bezig met hun tocht terug naar huis.

## Slag
Op de vroege ochtend van 14 juli formeerde Karel XI zijn leger in vier colonnes en zette de achtervolging in op de Denen. Toen de Zweden echter het Deense kamp naderden, viel hen op dat het kampement leeg was. Dit zorgde voor onrust onder de Zweedse legerleiding. De Zweden zetten toch hun tocht voor. Ondertussen had het Deense leger zich in de nabije omgeving verschanst om een hinderlaag te leggen. Het Deense leger werd opgemerkt door graaf Von Ascheberg.
Doordat het verrassingseffect verdwenen was, liet Christian V zijn leger tevoorschijn komen om slag te leveren met de Zweden. Binnen korte tijd leverden de twee legers met elkaar slag in de kleine vallei. De rechtervleugel van het Zweedse leger, onder leiding van de koning, dreef de linkervleugel van het Deense leger op de vlucht. De andere vleugel van het Zweedse leger leed veel verliezen en zelfs veldmaarschalk Simon Grundel-Helmfelt sneuvelde.
Het centrum van het Deense leger werd geleid door de Nederlander Henrick Ruse en zijn onderdeel moest de laatste klap opvangen, nadat de beide flanken al gevallen waren. De volle Zweedse cavalerie werd ingezet om het centrum op zijn knieën te dwingen. Toen in de namiddag koning Christian V zich terugtrok, hadden de Zweden de overwinning behaald.

## Nasleep
Door de overwinning van de Zweden was het Deens leger dusdanig klein geworden dat het niet de stad Landskrona kon aanvallen om zo versterkingen te krijgen. Christian V liet zich inschepen en keerde terug naar Denemarken, terwijl het Zweedse leger na een paar gevechten in de buurt van Kristiansand in winterkwartier ging.